# Walerian Kiezik
Walerian Kiezik (ur. 13 czerwca 1935 na Wileńszczyźnie) – polski artysta fotograf. Członek rzeczywisty i Artysta Fotoklubu Rzeczypospolitej Polskiej (AFRP). Członek założyciel i prezes Zarządu Bartoszyckiego Towarzystwa Fotograficznego. Członek Związku Polskich Fotografów Przyrody. Członek Zarządu Warmińskiego Towarzystwa Fotograficznego.

## Życiorys
Walerian Kiezik związany z bartoszyckim środowiskiem fotograficznym – od wielu lat mieszka i tworzy w Bartoszycach, fotografuje od 1946 roku. Miejsce szczególne w jego twórczości zajmuje fotografia dokumentalna (w dużej części nawiązująca do Bartoszyc i okolicy) oraz fotografia przyrodnicza i fotografia krajobrazowa. W 1953 roku był twórcą kółka fotograficznego, w Szkole Podstawowej nr 1 w Bartoszycach. W latach 1963–1985 prowadził kółko fotograficzne w Zespole Szkół Budowlanych w Bartoszycach. Od 1970 roku do 1975 prowadził kółko fotograficzne w bartoszyckim Klubie Garnizonowym oraz w latach 2009–2012 był opiekunem koła fotograficznego w Bartoszyckim Uniwersytecie III Wieku. W 1966 roku był inicjatorem i współzałożycielem Bartoszyckiego Towarzystwa Fotograficznego, w którego pracach uczestniczył do 1984 roku, pełniąc funkcję prezesa Zarządu. 
Walerian Kiezik jest autorem i współautorem wielu wystaw fotograficznych; indywidualnych i zbiorowych. Jego fotografie były prezentowane w wielu miejscowościach Polski oraz za granicą (m.in. w Brazylii, Bułgarii, Francji, Niemczech, Rosji, Serbii, na Węgrzech). Jest uczestnikiem (prowadzącym) wielu spotkań, prelekcji, warsztatów fotograficznych, pokazów multimedialnych. W 1996 roku został członkiem rzeczywistym Okręgu Warmińsko-Mazurskiego Związku Polskich Fotografów Przyrody. W 2011 roku został przyjęty w poczet członków Fotoklubu Rzeczypospolitej Polskiej Stowarzyszenia Twórców. Decyzją Komisji Kwalifikacji Zawodowych Fotoklubu RP, otrzymał dyplom potwierdzający kwalifikacje do wykonywania zawodu artysty fotografa, fotografika (legitymacja nr 308). 
W 2016 roku – uchwałą Rady Miasta Bartoszyce – Walerianowi Kiezikowi przyznano tytuł honorowy Zasłużony dla Miasta Bartoszyce.

## Odznaczenia
- Odznaka „Zasłużony Działacz Kultury” (1986)[2]

## Publikacje (współautor zdjęć)
- Bartoszyce z dziejów miasta i okolic (1969)
- Bartoszyce z dziejów miasta i okolic (1987)

Źródło